# فاليري ليفونيفسكي
فاليري ستانيسلافوفيتش ليفونيفسكي (بالروسية: Вале́рий Станисла́вович Левоне́вский)؛ (بالإنجليزية: Valery Levaneuski)‏؛ (15 أغسطس 1963) – هو سياسي وشخصية اجتماعية بلاروسية، رجل أعمال وسجين سياسي سابقا. اعترفت منظمة العفو الدولية فسمته «سجين الرأي».
ولد يوم 15 من أغسطس عام 1963 في مدينة هرودنا في عائلة كثيرة العدد، وهواياته: الملاكمة، شطرنج، التصوير الفوتوغرافي، الإلكترونيات، والبرمجة، والفلسفة والقانون.
متزوج وله أربعة أطفال.
قاد جمعية هرودنا الإقليمية العامة لحماية حقوق المستهلكين ودافعي الضرائب وسائقي السيارات، كما قاد مركز هرودنا للمعلومات والقانون ومركز هرودنا لحماية المستهلك.
منذ عام 1996 أشرف على لجنة الإضراب (ستاتشكوم) لرجال الأعمال الجمهورية البيلاروسية. منظم أفعال الاحتجاج الجماهيرية من رجال الأعمال الجمهورية البيلاروسية. ومن أجل ذلك كان مورطا في عديد من الغرامات والاعتقالات والملاحقات القضائية. هو مؤسس ورئيس التحرير النشرة الجمهورية «رجل أعمال». وقد شارك مرات في الانتخابات كمرشح لنواب الهيئات التشريعية المحلية والوطنية. وفي جميع الحالات رفض له في التسجيل كمرشح لأسباب سياسية.
في عام 2001 كان مرشحا لرئاسة جمهورية روسيا البيضاء.
في سنة 2004-2006 قضى عقوبة السجن مع مصادرة الممتلكات بناء على بند 368 من جزء الثاني من القانون الجنائي لجمهورية روسيا البيضاء (إهانة رئيس جمهورية روسيا البيضاء).

## وصلات خارجية
- الموقع الرسمي
- الموقع الرسمي 2
- البرلمان الأوروبي يدعو السلطات البيلاروسية إلى الإفراج فورا عن فاليري ليفونيفسكي وجميع المعارضين السياسية لنظام الحكم